# Península de Setúbal
La Península de Setúbal és una subregió estadística portuguesa, part de la Regió de Lisboa (antiga Regio de Lisboa e Val do Teijo), i comprèn la meitat nord del Districte de Setúbal. Limita al nord amb l'Estuari del Tajo (i, a través del qual, amb la Gran Lisboa) i amb la Lezíria do Tejo; a l'est, amb l'Alentejo Central; al sud, amb l'Alentejo Litoral; i al sud i a l'oest, amb l'oceà Atlàntic. Ocupa una àrea de 1421 km² i té una població (2001) de 714 589 habitants.
Comprèn 9 concelhos:
- Alcochete
- Almada
- Barreiro
- Moita
- Montijo
- Palmela
- Seixal
- Sesimbra
- Setúbal